# Saurita musca
Saurita musca là một loài bướm đêm thuộc phân họ Arctiinae, họ Erebidae.